# Xã Mount View, Quận Towner, Bắc Dakota
Xã Mount View (tiếng Anh: Mount View Township) là một xã thuộc quận Towner, tiểu bang Bắc Dakota, Hoa Kỳ. Năm 2010, dân số của xã này là 54 người.